# Natural Bridge (Alabama)
Natural Bridge é uma cidade  localizada no estado americano de Alabama, no Condado de Winston.

## Demografia
Segundo o censo americano de 2000, a sua população era de 28 habitantes.
Em 2006, foi estimada uma população de 28, um aumento de 0 (0.0%).

## Geografia
De acordo com o United States Census Bureau, a localidade tem uma área de 1,1 km², sem área coberta por água.

## Localidades na vizinhança
O diagrama seguinte representa as localidades num raio de 24 km ao redor de Natural Bridge.